# Ampasimalemy
Ampasimalemy est une commune urbaine malgache située dans la partie centre de la région d'Atsimo-Atsinanana.

## Géographie
La commune comprend treize villages.